# Église de nuestra señora reina de los Angeles
L’église de nuestra señora reina de los Angeles (en anglais : The Church of Our Lady the Queen of the Angels - en français : église Notre-Dame reine des anges) est un édifice religieux catholique-romain situé dans le quartier historique de Plaza Historic District au nord de Downtown Los Angeles à Los Angeles aux États-Unis.

## Histoire
L'église de Los Angeles est fondée le 18 août 1814 par le franciscain Fray Luis Gil y Taboada. Il place la première pierre de la nouvelle église sur les ruines d'adobes de la "sous-station de la mission" originale, la Nuestra Señora Reina de los Ángeles Asistencia (fondée en 1784). Trente ans après, l'église est créée pour servir au règlement fondateur des Los Angeles pobladores, les 44 colons d'origine qui fondent la ville de Los Angeles. 
La nouvelle structure achevée est consacrée le 8 décembre 1822. Une chapelle de remplacement, du nom de Iglesia de Nuestra Señora de los Ángeles, en référence à Marie ou "église de Notre-Dame des Anges", est également construite à l'aide de matériaux de l'église d'origine en 1861. Le titre Reina , qui signifie «reine», a été ajouté au nom plus tard. Pendant des années, la petite chapelle, qui est surnommée La Placita ou Église Plaza, est la seule église catholique romaine de Los Angeles pour les immigrants émergents.

## XXesiècle
L'installation fonctionne sous les auspices des pères missionnaires clarétains depuis 1908.
Le bâtiment a été désigné comme l'un des trois premiers monuments historiques-culturels de Los Angeles en 1962. Il a également été désigné comme le monument historique de la Californie.

## Dernières nouvelles
Au cours des années 1980, l'église se désigne elle-même comme un mouvement sanctuaire pour les réfugiés menacés de déportation vers le Salvador. Le mouvement sanctuaire se poursuit : le 19 août 2007, la militante de l'immigration Elvira Arellano est arrêtée à l'extérieur de l'église et plus tard expulsée vers le Mexique.

## Galerie

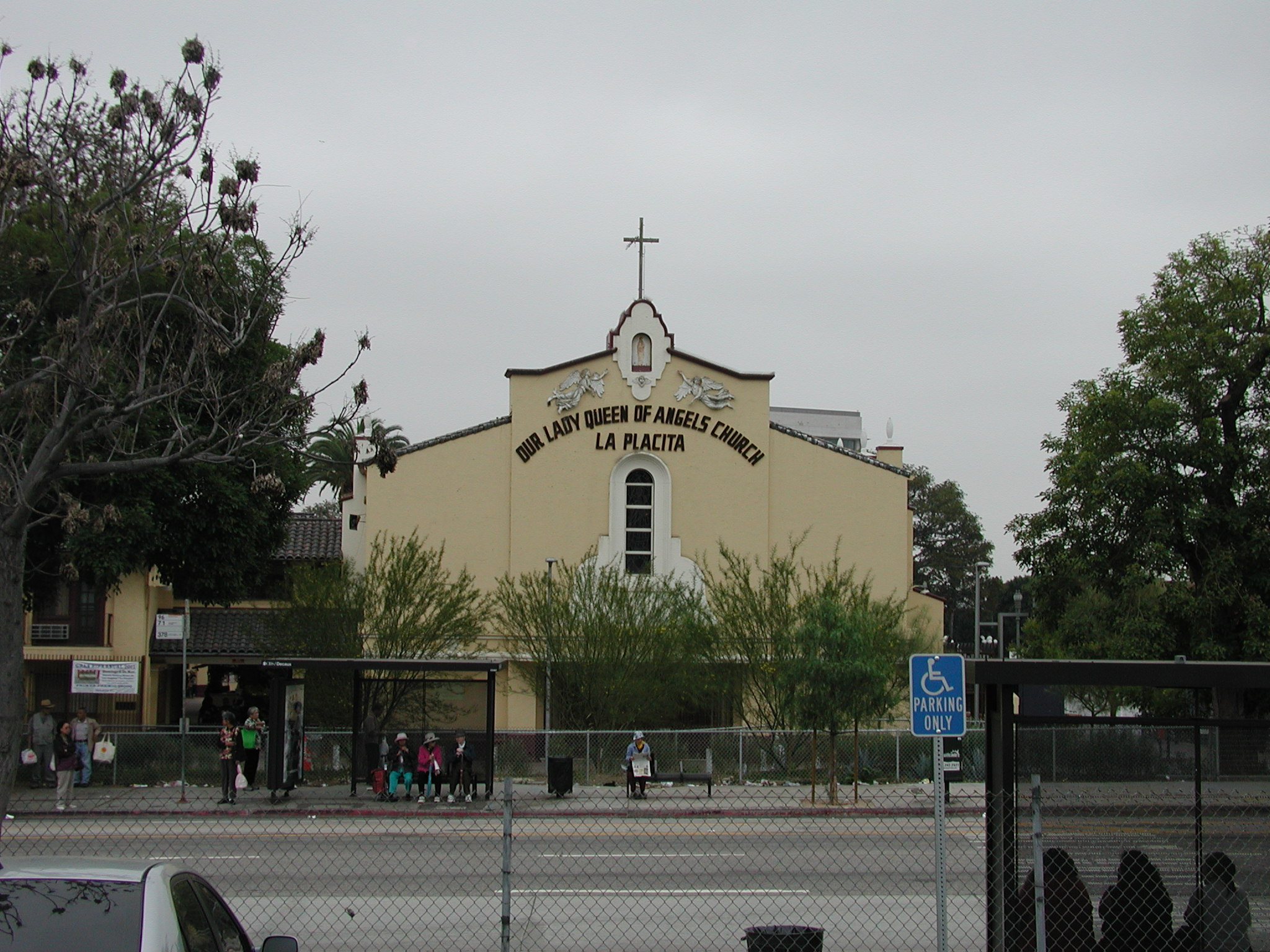
L'entrée de Nuestra Señora Reina de los Ángeles (Notre dame, reine des anges/L'église la Placita - Il s'agit de l'église principale, pas la chapelle) localisée à Downtown Los Angeles.
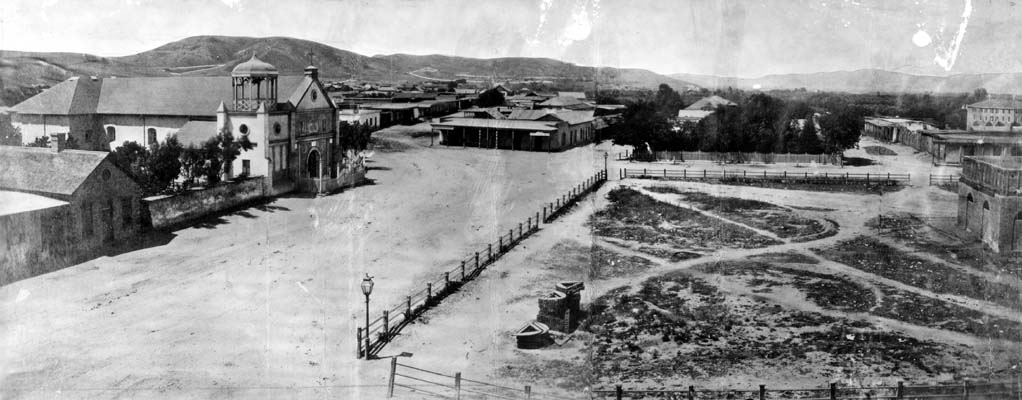
L'église "Old Plaza" (vieille place) qui fait face au Plaza, 1869. Le réservoir en briques au milieu de la place est le terminus original du Zanja Madre.
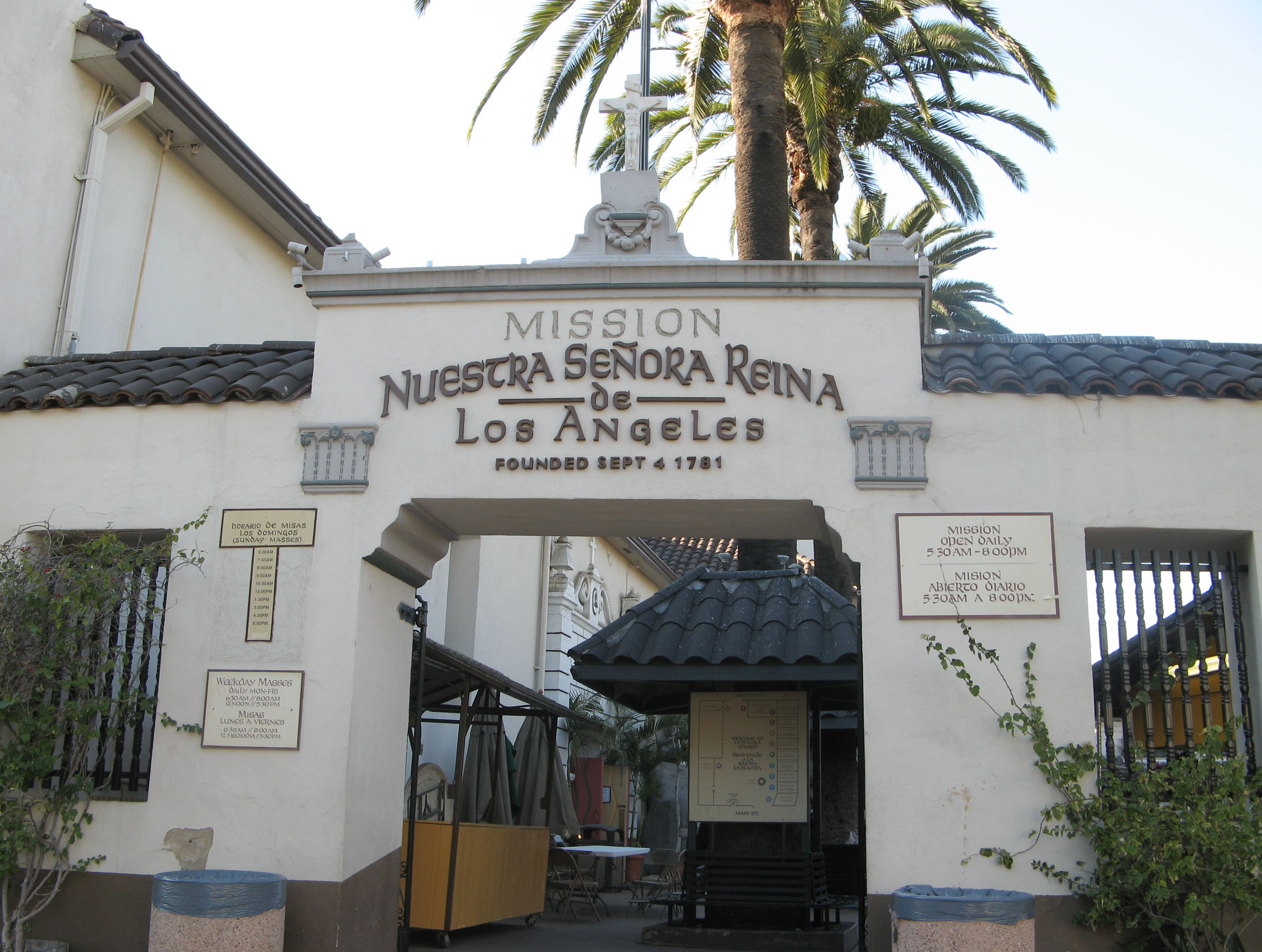
Nuestra Señora Reina de los Ángeles début 2007.
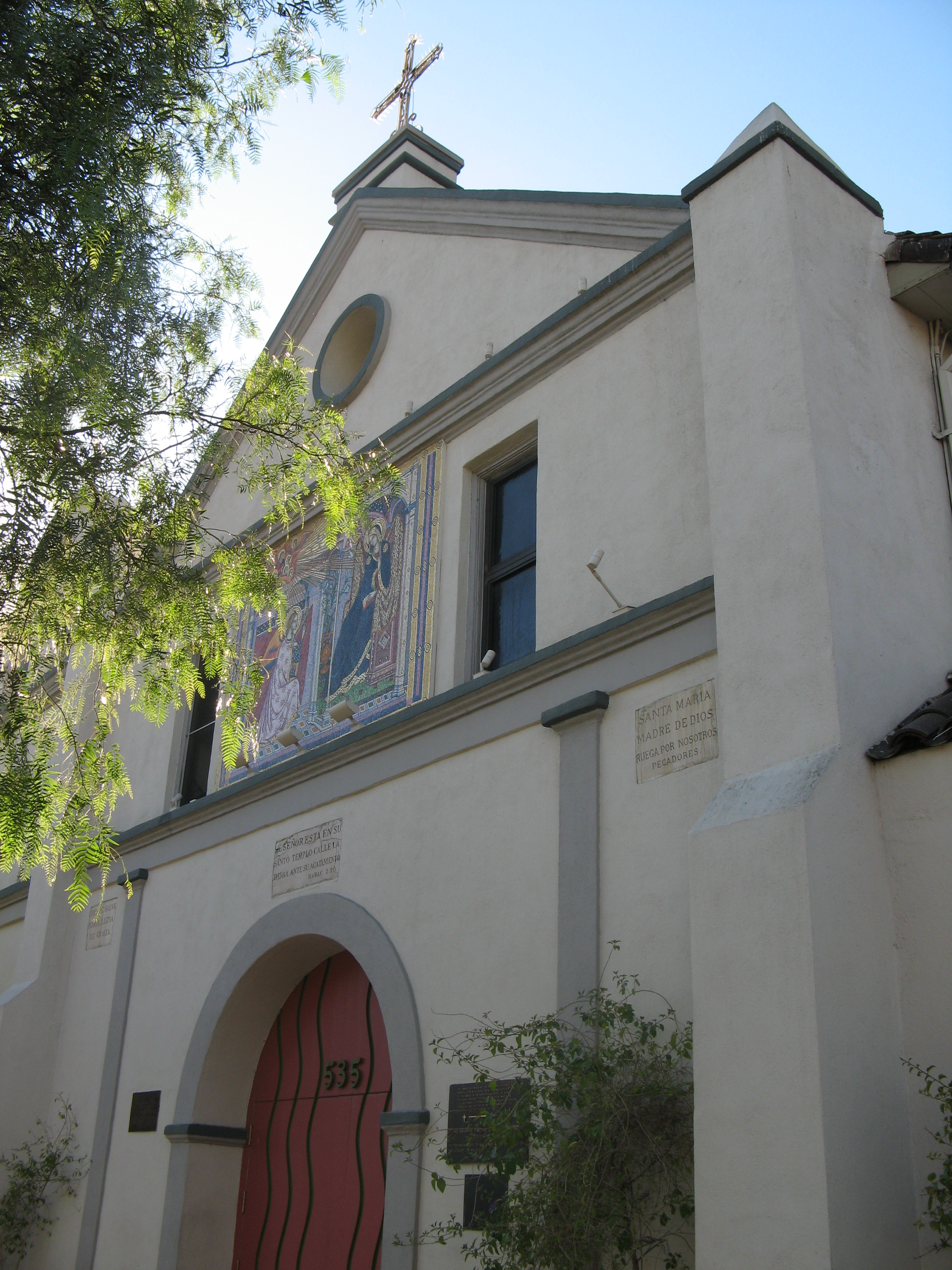
La façade de Nuestra Señora Reina de los Ángeles en 2007.
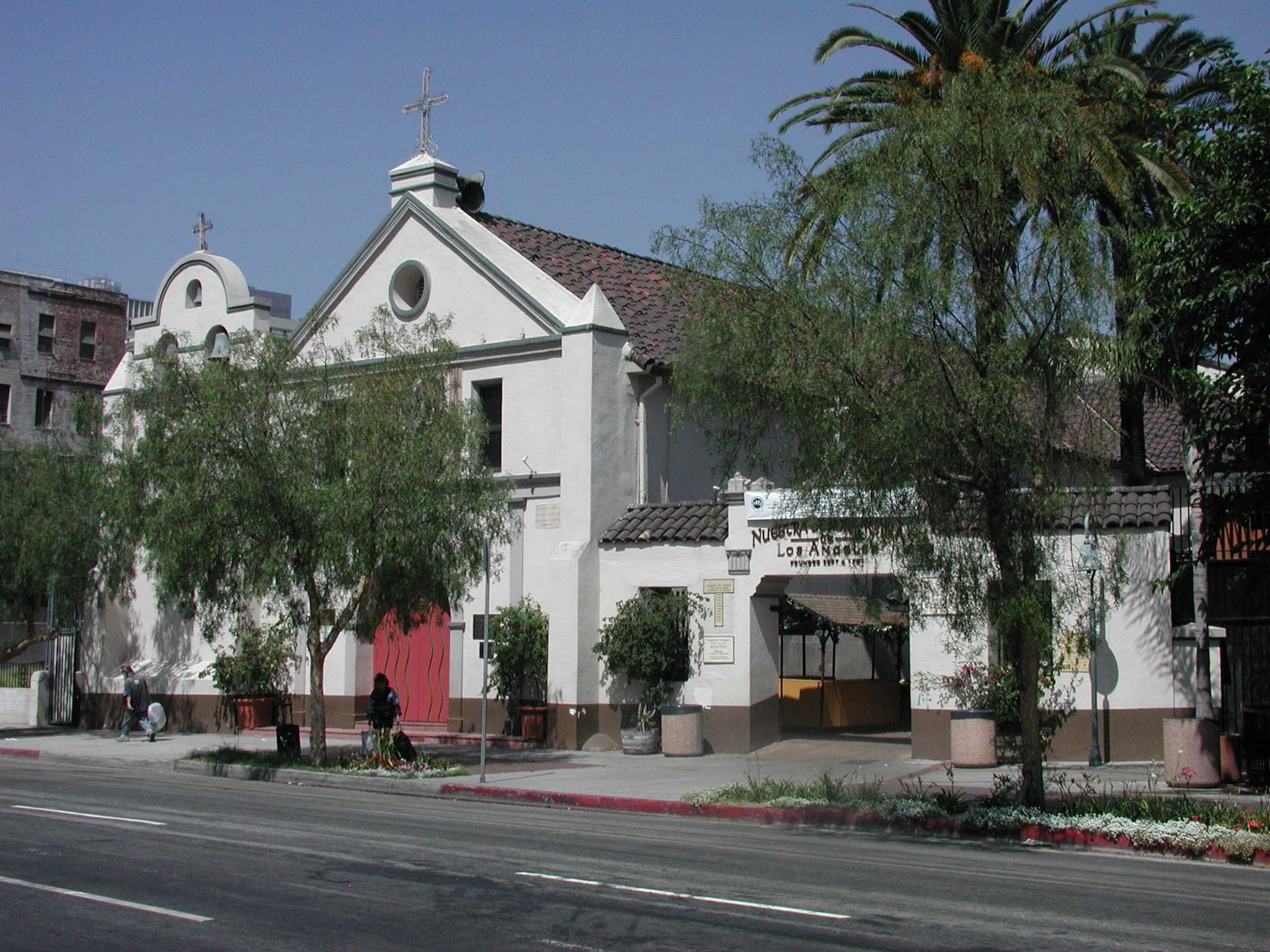
L'entrée de Nuestra Señora Reina de los Ángeles (l'église de la Placita).

## Source
- (en) Cet article est partiellement ou en totalité issu de l’article de Wikipédia en anglais intitulé « La Iglesia de Nuestra Señora Reina de los Angeles » (voir la liste des auteurs).
- (en) Miller, Henry and Harry Knill (ed.), California Missions: The Earliest Series of Views Made in 1856, Bellerophon Books, Santa Barbara, CA, 2000 (ISBN 0-88388-119-5)
- (en) Ruscin, Terry, Mission Memoirs, Sunbelt Publications, San Diego, CA, 1999 (ISBN 0-932653-30-8)
- (en) « Directory for Missions and other Hispanic Sites » [archive du 2 avril 2007], California Mission Studies Association (consulté le 30 mai 2007)